# Vicente Blanco Echevarría
Vicente Blanco Echevarría (Larrabetzu, 1884 - Bilbao, 24 de maig de 1957) va ser un ciclista basc que fou professional entre 1906 i 1913. Era anomenat El cojo (el coix), i fou el primer ciclista de l'estat espanyol que va prendre part al Tour de França el 1910. Els seus principals èxits esportius els aconseguí al Campionat d'Espanya de ciclisme en ruta en guanyar-lo el 1908 i 1909.

## Palmarès
- 1908
  -  Campió d'Espanya de ciclisme en ruta
- 1909
  -  Campió d'Espanya de ciclisme en ruta
  - 1r a la Bilbao-Erletxeta-Bilbao
  - 1r a l'Irun-Pamplona-Irun i vencedor de 2 etapes
- 1910
  -  Campió d'Espanya Darrere moto stayer
  - 1r a la Donòstia-Tolosa-Donòstia
  - Campió de la Federació Atlètica Biscaina
- 1911
  - Campió Basconavarrès (Copa Comet)
- 1912
  - 1r a Las Arenas-Plentzia-Las Arenas

### Resultats al Tour de França
- 1910. Abandona (1a etapa)